# Красный воробей
«Кра́сный воробе́й» (англ. Red Sparrow) — американский шпионский триллер режиссёра Фрэнсиса Лоуренса, основанный на одноимённом романе Джейсона Мэттьюса. Выход в широкий прокат в США состоялся 2 марта 2018 года, в России — 31 мая.

## Сюжет
Прима-балерина Большого театра Доминика (в русском дубляже имя заменено на «Вероника») Егорова в результате неудачного выступления ломает ногу, из-за чего больше никогда не сможет выйти на сцену. Её дядя, офицер Службы внешней разведки Иван Егоров, предоставляет ей доказательства того, что перелом не был несчастным случаем (из зависти конец карьеры Доминики был подстроен другой балериной, Соней). Доминика мстит Соне и своему бывшему партнёру и случайно убивает их. Дядя Доминики предлагает племяннице решить сложившуюся ситуацию, а также вопрос жилья и поддержки её матери (жены своего покойного брата) в обмен на помощь: Доминика должна подменить телефон бизнесмена Дмитрия Устинова (в русской озвучке - Рудинова) и, вероятно, вступить с ним в связь.
Бизнесмен Устинов начинает насиловать Доминику, но его внезапно убивает оперативник СВР Сергей Маторин, а саму героиню везут на допрос. Поняв, что единственный способ избежать гибели как свидетель убийства — работа на СВР, Доминика соглашается пройти обучение в спецшколе «воробьёв» — агентов, специализирующихся на психологическом анализе и манипулировании, в особенности с использованием своей привлекательности.
В это время агент ЦРУ Натаниэль Нэш, куратор американского «крота» в России, неудачно проводит операцию и вынужден покинуть страну. Поскольку его связной Марбл отказывается передавать сведения любым другим агентам, Нэшу позволяют провести последнюю операцию в Будапеште: он должен наладить связи между Марблом и новым связным вместо себя.
Доминика с отличием оканчивает спецшколу (во многом благодаря таланту к быстрому выявлению слабостей других людей), и генерал Корчной дает добро на использование её для вычисления Марбла. В Будапеште Доминика быстро входит в доверие к Нэшу, хотя тот знает и о её задании, и о должности. Ивану Доминика сообщает, что планирует вычислить крота с помощью уже подготовленной операции: её напарница Марта готовится купить у секретаря Конгресса сведения о новейшей системе противоракетной обороны. Когда Марту убивают (Доминика рассказала ей, как попала на службу), операция оказывается под угрозой, и её доверяют провести самой Доминике.
Доминика сообщает Нэшу, что готова к перевербовке: она саботирует операцию по продаже сведений, а ЦРУ взамен обязуется передать ей аналогичную сумму. Подменив купленные диски, Доминика успешно передает их в СВР, но из-за халатности американских оперативников секретарь Буше погибает. Поняв, что кто-то раскрыл американцам личность продавца, СВР забирает Доминику в Москву, но даже после пыток она не сознается, что работает на ЦРУ.
Когда Маторин захватывает Нэша и начинает его пытать, Доминика помогает ему освободиться. В больнице их обоих навещает генерал Корчной. Он и есть Марбл, завербованный ЦРУ после гибели его жены, которой отказали в лечении, и возненавидевший людей, которые ради сохранения власти жертвуют другими. Зная, что его скоро вычислят, Корчной предлагает Доминике занять его место, сдав его как крота и самой став новым связным для ЦРУ в СВР.
Доминика предлагает директору СВР Захарову обменять её на крота. Тот соглашается, но к удивлению Нэша, присутствующего при обмене, вместо Корчного российская сторона сдаёт самого Ивана Егорова. Благодаря уликам и подставному счёту на его имя, а также переданным им сведениям (по наводке Доминики проверенным СВР и оказавшимися дезинформацией), директор обвиняет Егорова в работе на ЦРУ, поверив, что тот и есть Марбл. Сразу после обмена Егорова убивает российский снайпер. За успешное завершение операции Доминика получает награду — звание Героя России и должность в СВР, как и планировал Корчной, после чего продолжает связь с Нэшем.

## В ролях
- Дженнифер Лоуренс — Доминика (в российском прокате — Вероника[6]) Егорова[8]
- Джоэл Эдгертон — Натаниэль Нэш[8]
- Джереми Айронс — генерал-полковник Владимир Андреевич Корчной[8]
- Маттиас Схунартс — Иван Владимирович Егоров, заместитель директора СВР РФ[8][9]
- Киаран Хайндс — Захаров, директор СВР
- Джоэли Ричардсон — Нина Егорова
- Мэри-Луиз Паркер — Стефани Буше[10]
- Шарлотта Рэмплинг — Матрона
- Билл Кэмп — Марти Гейбл
- Дуглас Ходж — Максим Волотнов
- Текла Рётен — Марта Еленова
- Николь О’Нилл — Соня
- Саша Фролова — Аня[9]
- Кристоф Конрад[англ.] — Дмитрий Устинов
- Сергей Полунин — Константин
- Макар Запорожский[укр.] — Николай
- Ингеборга Дапкунайте — режиссёр балета
- Сергей Онопко[нем.] — Семёнов
- Сакина Джаффри — Триш Форсайт[11]
- Себастьян Хюльк[нем.] — Сергей Маторин

## Производство
Производство фильма началось 5 января 2017 года в Будапеште. Съёмки фильма начались 25 апреля 2017 года в Братиславе, Словакия. 29 апреля съёмки проходили в Вене, Австрия. 3 мая Дженнифер Лоуренс была замечена на съёмках в Лондонском аэропорту Хитроу.

## Прокат
Изначально компания 20th Century Fox планировала выпустить фильм 10 ноября 2017 года, но из-за возможной конкуренции с их же постановкой классического детектива «Убийство в „Восточном экспрессе“» премьера была перенесена на март 2018 года.
При изначальном бюджете в 69 миллионов долларов (из которых 15 миллионов — гонорар Дженнифер Лоуренс), фильм собрал более $151 млн. в мировом прокате.

## Критика
Фильм получил смешанные отзывы от кинокритиков. На веб-сайте Rotten Tomatoes его оценка — 47 % на основе 251 отзыва со средним баллом 5,6/10. Выводы американских экспертов свелись к тому, что даже участие голливудской звезды Дженнифер Лоуренс не делает запутанную историю ярче. Сайт Metacritic дал фильму 53 балла из 100.
Джесси Хэссенгер, обозреватель сайта The A.V. Club, поставил фильму «четвёрку с минусом», отметив поверхностные характеры и минимум действия вокруг выбранных сюжетных линий. Обозреватель Манола Даргис из газеты The New York Times посчитала триллер «развлекательной бессмыслицей». Кинокритик сайта IndieWire Эрик Кон положительно оценил актёрские работы Дженнифер Лоуренс и Шарлотты Рэмплинг, отметив, что «талант на экране придаёт кинокартине некое спасительное изящество», однако «фильм не умеет вовремя остановиться, постоянно скатываясь в сомнительные сцены пыток, и оканчивающийся обескураживающим финалом». Алонсо Дюральде из калифорнийского издания TheWrap полагает, что фильм «недостаточно умён, чтобы быть интересным, и в то же время слишком серьёзен, чтобы стать пародией». Британский киновед Симран Хан из газеты The Guardian посчитала фильм вызывающе сексистским, где «главная героиня постоянно деградирует, стремясь доставить удовольствие другим».
Средняя оценка российских изданий оказалась ниже общемировой. По мнению Антона Долина, «фильм полон штампов и стереотипов, и единственное, что остается российскому зрителю, — посмеяться над фантазиями сценаристов», «одновременная предсказуемость и натянутость интриги делают зрелище исключительно унылым». В 2020 году журнал Maxim поставил фильм на вершину списка «Самых бредовых фильмов о России»: «Штучный продукт. Если где-то на свете и вправду существует сивая русофобская кобыла, то это её самый вопиющий бред».